# 忘却
忘却（ぼうきゃく）とは個人の長期記憶に蓄えられた知識を失うこと。自発的か徐々に古い記憶が思い出せなくなる。
心理学的には様々な段階での失敗が考えられる。最近の調査ではべき関数が数学的に最も近い忘却の過程だと調べられている。

## 記銘段階での失敗
知識を覚えるときに、きちんと覚えこんでいない。

## 保持段階での失敗
知識を忘れてしまった。
この用法が最も一般的な忘却の意味である。

## 想起段階での失敗
知識を覚えているが、うまく思い出せない。
何らかの手掛かりを与えられると思い出せることもある。

## 忘れん坊の別名
物忘れの激しいこと、あるいは、記憶力の弱いことのたとえや、忘却を日常的に行う人(忘れん坊)の別称(蔑称)として「鳥頭」という言葉がある。「鶏は三歩歩けば忘れる」という諺から来ており、あくまで記憶力に関することなので、「知能が劣っている」という意味の「馬鹿」とは類似点も多く混同されがちだが同義語ではない。例えばその知識を最初から知らない場合、「馬鹿」ではあるが「鳥頭」ではない。